# Monty Banks
Pour les articles homonymes, voir Banks, Mario Bianchi et Bianchi.
Monty Banks, de son vrai nom, Mario Bianchi, est un acteur, réalisateur, scénariste et producteur italo-américain, né  à Cesena, Italie, le 18 juillet 1897, et mort lors d'un voyage en train, près d'Arona, Italie, le 7 janvier 1950.

## Biographie
Dans les années 1920, il travaille à Hollywood, jouant dans de nombreux courts métrages muets (comédies) et dans le film d'action Play Safe (1927). On peut voir un large extrait de ce film dans le film de Robert Youngson Days of Thrills and Laughter (1961). Avec l'arrivée du parlant, le fort accent italien de Banks l'oblige à mettre sa carrière d'acteur de côté, pour passer à la réalisation. Il dirige Laurel et Hardy dans Great Guns, sous le pseudonyme de Montague Banks.
Il esr marié à Gladys Frazin. Ce n'est pas un mariage heureux, et ils divorcent le 29 avril 1932. Gladys se suicide en mars 1939. Monty rencontre la chanteuse et actrice Gracie Fields en 1935, et ils se marient en mars 1940. En tant qu'italien, il aurait été classifié comme ennemi en Angleterre pendant la 2e guerre mondiale. Par la suite, lui et Fields quittent le Royaume-Uni, dans un premier temps pour le Canada, puis pour les États-Unis, pays neutre, de façon à lui éviter son internement. L'internement des italo-américains se produit cependant aux États-Unis en 1941 et 1942, touchant des milliers d'italiens, mais finalement cela s'arrête.
Banks a la double nationalité, italienne et américaine. Il meurt dans un train d'une crise cardiaque, aux environs d'Arona, en Italie, à l'âge de 52 ans.

## Filmographie partielle

### Acteur

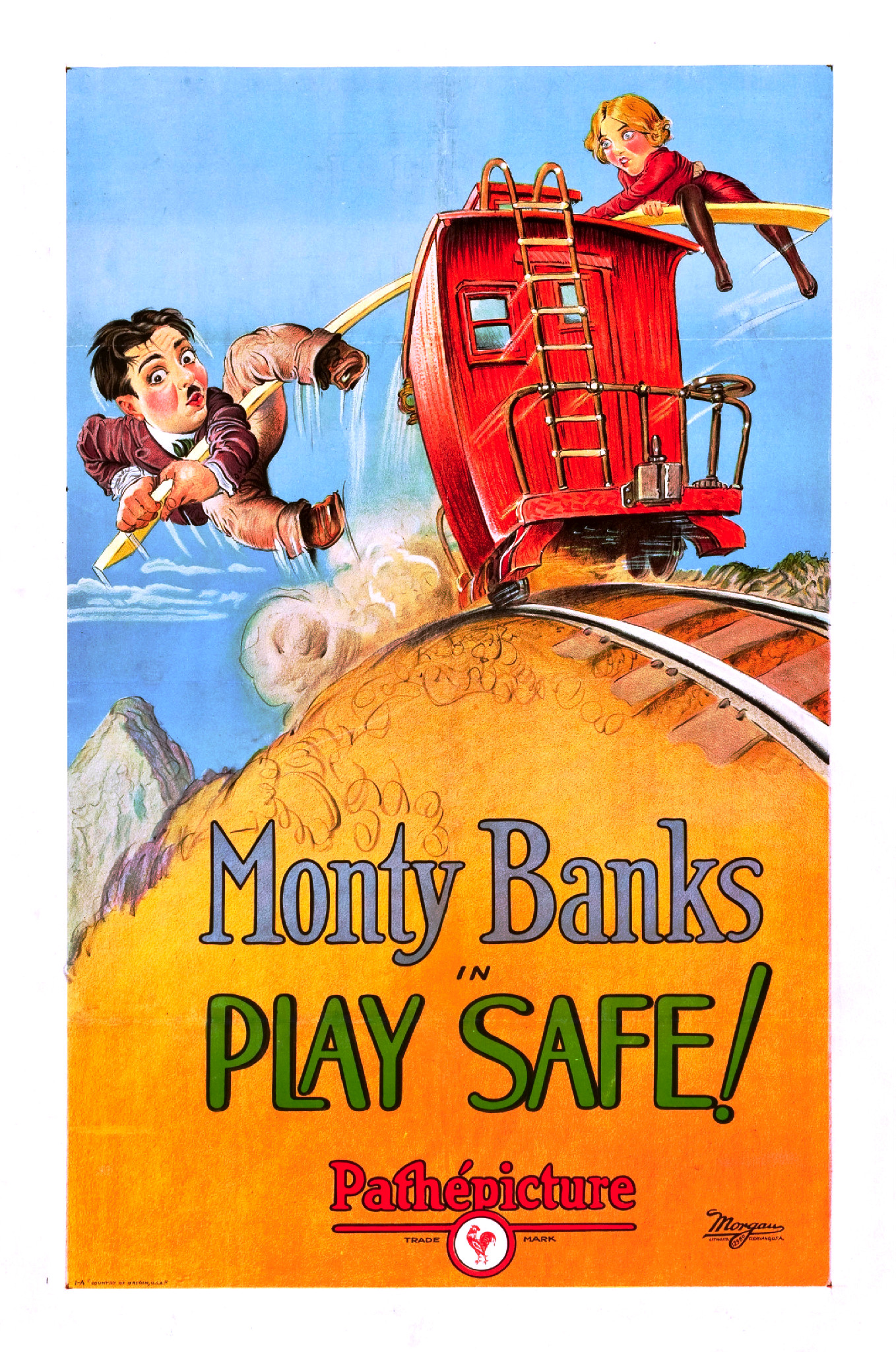
Affiche du film Play Safe (1927)

- 1916 : The Purple Mask (serial) de Francis Ford et Grace Cunard : Jacques (crédité Mario Bianchi)
- 1918 : Fatty shérif (The Sheriff), de Roscoe Arbuckle
- 1919 : Fatty rival de Picratt (Love), de Roscoe Arbuckle
- 1925 : Keep Smiling (en) d'Albert Austin et Gilbert Pratt : The Boy
- 1927 : Play Safe (en)
- 1928 : A Perfect Gentleman de Clyde Bruckman
- 1929 : Atlantic, d'Ewald André Dupont
- 1932 : Hold 'Em Jail de Norman Taurog
- 1934 : L'amour triomphe ou Un drame à Hollywood (Falling in Love), de lui-même
- 1941 : Arènes sanglantes (Blood and Sand), de Rouben Mamoulian
- 1945 : Une cloche pour Adano (A Bell for Adano), de Henry King

### Réalisateur
- 1930 : Almost a Honeymoon (en)
- 1931 : What a Night! (en)
- 1932 : L'Amour et la Veine
- 1933 : La Vedette et le Mannequin (en) (Heads We Go)
- 1934 : L'amour triomphe ou Un drame à Hollywood (Falling in Love)
- 1934 : Father and Son (en)
- 1934 : Votre sourire (coréalisateur : Pierre Caron)
- 1935 : No Limit
- 1935 : Hello, Sweetheart (en)
- 1935 : 18 Minutes (en)
- 1938 : C'était son homme (We're Going to Be Rich)
- 1938 : Keep Smiling (en)
- 1941 : Quel pétard ! (Great Guns)